# Huragan Ike

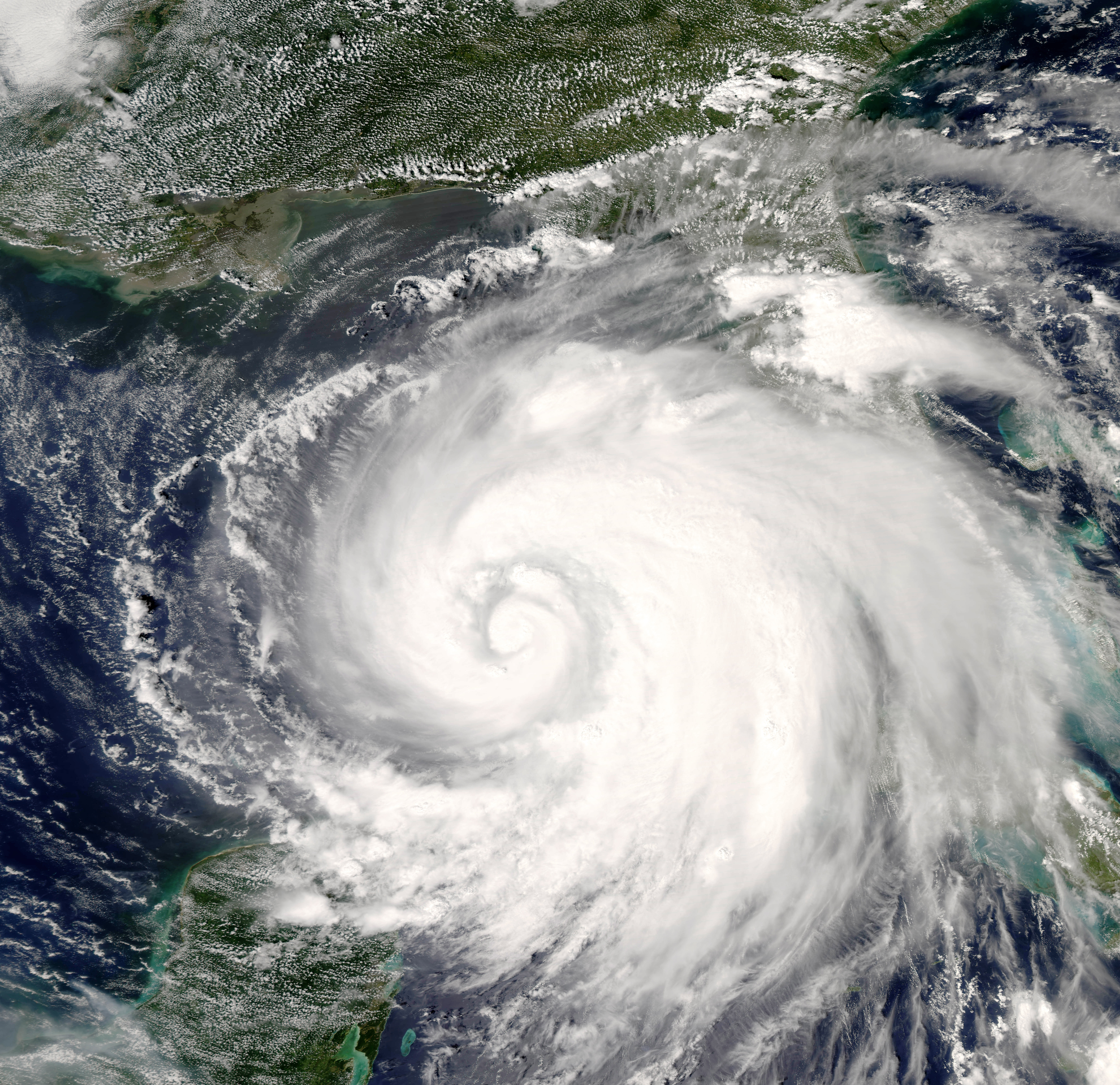
Ike nad Zatoką Meksykańską

Huragan Ike – potężny cyklon tropikalny, który w pierwszym i drugim tygodniu września 2008 zagroził wybrzeżu amerykańskiego stanu Floryda, a w następnej kolejności Teksasu jako huragan II kategorii, po uderzeniu w Kubę, Haiti, Bahamy i Turks i Caicos.

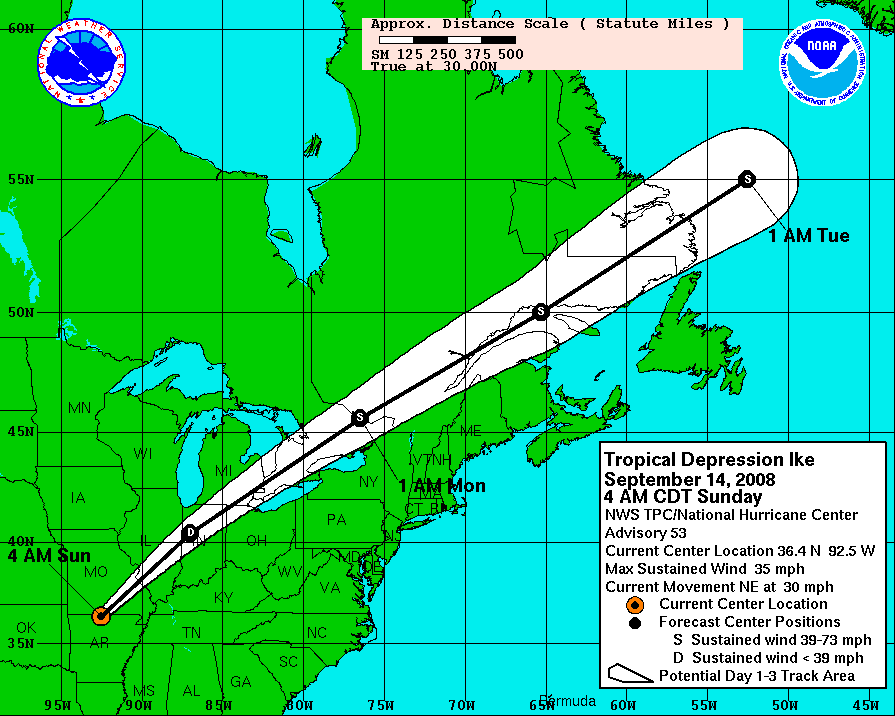
Prognoza szlaku depresji tropikalnej Ike, czyli zdegradowanym i osłabionym huraganie Ike (uaktualniana)

Huragan Ike powstał 3 września 2008 na pełnym morzu i szybko wzrósł w sile do IV kategorii w ciągu zaledwie trzech godzin. Jest to najintensywniejszy sztorm sezonu do tej pory.
Ike to dziewiąty sztorm z nazwą własną, piąty huragan i trzeci duży huragan na Atlantyku w roku 2008. Po przejściu nad Turks i Caicos (90% domów zostało poważnie uszkodzonych), huragan wzmocnił się do IV kategorii w skali Saffira-Simpsona i zmierzał w linii prostej w kierunku zachodnim, nawiedzając kolejno południowe Bahamy, Republikę Dominikany (jedna ofiara śmiertelna w tym kraju, stan z 12 września 2008), Haiti (75 ofiar śmiertelnych, katastrofalne powodzie i erozja), Kubę (cztery ofiary śmiertelne, milion ewakuowanych), po czym marginalnie zagroził archipelagowi Florida Keys, gdzie zarządzono ewakuację, w pierwszej kolejności wypraszając obowiązkowo turystów.
8 września 2008, nad górzystą Kubą, Huragan Ike osłabł do II kategorii, z wiatrami stałymi o prędkości 165 km/h, o 5:00 czasu lokalnego w Miami (EDT). Oko huraganu znajdowało się wtedy 65 km ESE od miasta Camagüey, po przejściu nad ląd blisko Punto de Sama wieczorem dnia poprzedniego. Huragan Ike przemieszczał się na zachód z prędkością 24 km/h i wkroczył nad akwen Zatoki Meksykańskiej następnego dnia. W dalszej kolejności zagroził obszarowi naokoło Houston, w tym licznym rafineriom na brzegu Zatoki Galveston i instalacjom wiertniczym w wodach przybrzeżnych.
Rozległy huragan Ike jeszcze późnym wieczorem 12 września 2008 progresywnie wzburzył fale uderzające w plaże Teksasu. Najsilniejsze wiatry zarejestrowano na podwietrznym wybrzeżu wyspy Galveston pomiędzy 23:00 a 01:00. Oko huraganu przemieściło się nad ląd kontynentalny przed świtem w sobotę 13 września 2008, jako huragan kategorii II. Według prognozy specjalistów z National Hurricane Center (USA), szczególnie miał zagrozić mieszkańcom 60-tysięcznego miasta (i wyspy) Galveston, morskiego przedmieścia czteromilionowego Houston. W związku z tym, ok. miliona osób na terenach powodziowo zagrożonych było usilnie nakłanianych do ewakuacji w głąb lądu, a komukolwiek pozostającemu w licznych dwupiętrowych domach, typowych na wyspie Galveston, przepowiadana była przez synoptyków „pewna śmierć” (ostrzeżenie stosunkowo niespotykane w meteorologii). Obawiano się tymczasowego efektu tsunami mającego przekroczyć poziom dachów nawet o parę metrów, fale spiętrzane do 6,7 m (25 stóp).

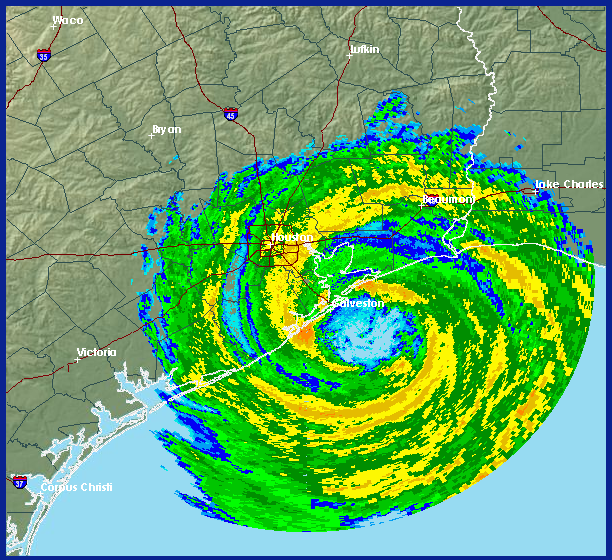
Huragan Ike uwidoczniony z kosmosu 13 września 2008 o 1:07 czasu lokalnego, na godzinę przed wkroczeniem nad ląd w Galveston (Teksas)

Jednak w ostatniej chwili huragan Ike skręcił nieznacznie w kierunku NWW i Galveston wraz z jego niektórymi mieszkańcami, którzy jednak nie posłuchali ostrzeżeń i pozostali na miejscu, zostało wprawdzie zatopione i roztrzaskane, jednak nie aż do takiego stopnia, aby stać się ponownie masowym grobem (trzy ofiary śmiertelne, stan z 17:00 czasu lokalnego 2008-08-14), jak to miało miejsce w 1900, kiedy to ok. 6 tysięcy osób zginęło w nocy przy najściu huraganu IV kategorii (znanego jako huragan w Galvestonie z 1900 roku, jeszcze przed epoką obdarzania cyklonów imionami).
Huragan powybijał szyby w niektórych wieżowcach centrum Houston, i jak było przepowiedziane, kompletnie zalał tereny przybrzeżne, rekordowo spiętrzając dorzecza (bayou), w tym ujście rzeki Sabine (estuarium Sabine Pass) na granicy Teksasu z Luizjaną o dodatkowe 4,3 m (14,2 stóp).
Huragan spowodował straty w samym Teksasie szacowane w miliardach dolarów. Jednak dotychczas zanotowano zaledwie osiem ofiarach śmiertelnych. Około 4 mln osób doznało utraty prądu, wiele tysięcy z nich prawdopodobnie na całe tygodnie. Przemysł rafineryjny i jego porty w nadmorskim regionie Teksasu i Luizjany, zaopatrujące przeszło ćwierć USA w produkty naftowe i benzynę, pozostają zasadniczo wyłączone z obiegu. Gubernator stanu Teksas ocenił wstępnie zniszczenia jako „katastrofalne”.
Po południu 13 września 2008 huragan Ike, zdegradowany już do rangi sztormu tropikalnego, przemieszczał się nad w kierunku NNW nad stanem Arkansas.
Huragan Ike nie był, w chwili ostatecznego zagrożenia lądowi, „ważniejszym huraganem” (ang. major hurricane), jako że do takowych zalicza się cyklony o randze huraganu od III do V kategorii, a Ike’owi ostatecznie zabrakło rozbiegu nad najcieplejszym akwenem morskim Zatoki i co za tym idzie, dosłownie paru km/h w prędkości wiatru stałego. Natomiast stanowił on groźny huragan gdziekolwiek uderzył, z uwagi na jego rozległość geograficzną, i co za tym idzie, spotęgowany łączny efekt niszczący.

## Ofiary
| Kraj              | Ofiary śmiertelne |
| ----------------- | ----------------- |
| Stany Zjednoczone | 112               |
| Haiti             | 74                |
| Kuba              | 7                 |
| Dominikana        | 2                 |
| Razem:            | 195               |